# Muita Calma Nessa Hora
Muita Calma Nessa Hora é um filme brasileiro de 2010, do gênero comédia, dirigido por Felipe Joffily e co-escrito por Bruno Mazzeo. O filme foi produzido pela Casé Filmes, Ideias Ideais e RioFilme. Teve ainda uma sequência em 2014, Muita Calma Nessa Hora 2.

## Sinopse
Mari (Gianne Albertoni), Aninha (Fernanda Souza) e Tita (Andréia Horta) são amigas que enfrentam momentos de decisão: a sempre indecisa Aninha é pressionada pelos pais (Louise Cardoso e Marcelo Tas) para tomar um rumo na vida, Mari sofreu assédio sexual de seu chefe (Lúcio Mauro), e Tita foi traída pelo noivo (Bruno Mazzeo). Decididas a relaxar, elas partem para curtir um fim de semana em Búzios, onde Tita tinha alugado uma casa de praia para a lua de mel. No caminho encontram com Estrella (Débora Lamm), uma hippie em busca de seu pai desaparecido a quem dão carona. Juntas, elas passam por momentos de grande diversão no local.

## Elenco
- Gianne Albertoni como Mariana Paes (Mari)
- Fernanda Souza como Ana Paula Matos (Aninha)
- Andréia Horta como Talita Mendes (Tita)
- Débora Lamm como Estrella Terra
- Dudu Azevedo como Juca
- Marcelo Adnet como Augusto Henrique
- Bruno Mazzeo como Vitor
- Heloísa Périssé como Lua Yang
- Juan Alba como Freddy Ranço
- Nelson Freitas como Pablo
- Maria Clara Gueiros como Rita
- Luis Miranda como Buba
- Louise Cardoso como Dirce Matos
- Marcelo Tas como Cássio Matos
- Laura Cardoso como Mirtes Terra
- Marcos Mion como Cebola
- Diego Cristo como Gabriel
- Ellen Rocche como Verônica

Participações especiais
- Lucio Mauro como Chefe de Mari
- Leandro Hassum como Sargento
- Lucio Mauro Filho como fã do Chiclete com Banana
- André Mattos como bandeirante
- Fausto Fanti como jovem 1
- Adriano Pereira como jovem 2
- Bruno Sutter como jovem 3
- Felipe Torres como  4
- Marco Antônio Alves como jovem 5
- Thelmo Fernandes como pescador
- Sergio Mallandro como tatuador

## Recepção

### Crítica
Marcelo Hessel em sua crítica para o Omelete disse que "se você, jovem, procura uma mistura de Sex and the City com Sonho de Verão (...) talvez esteja um pouco mais perto de se identificar com este filme." Rafael Oliveira para o Plano Crítico escreveu: "Em meio a um mar de comédias nacionais que, cada vez mais, usavam e abusavam do humor escrachado e quase ofensivo, Muita Calma Nessa Hora é uma produção que se destaca. (...) Mas ainda fica aquela sensação de que é um cinema nacional sem identidade própria: clichês à torto e a direito que mais aproximam o filme de uma versão tupiniquim do seriado Sex and the City."

### Bilheteria
Na primeira semana 261.775 pessoas assistiram o filme nos cinemas. A partir da segunda semana o número de bilhetes vendidos de Muita Calma Nessa Hora passou a cair consecutivamente, finalizando com um público de 1.368.586 após sete semanas em cartaz.

## Trilha sonora
1. I Was Born in the 90's (Mickey Gang)
2. Meu Lugar (Redtrip)
3. Muita Calma Nessa Hora (Leoni)
4. Minha Praia (Seu Cuca)
5. Tudo Me Faz Lembrar Você (Jota Quest)
6. A Saideira (Samba Negro) (Jair Oliveira e Wilson Simoninha)
7. Essa Menina (Tianastácia)
8. Muita Calma Nessa Hora (Pitty)
9. O Sol (Jota Quest)
10. O Que é, o Que é (Gonzaguinha)
11. Menino do Rio (Caetano Veloso)
12. Virgin (Mickey Gang)
13. Running Alone (Henrique Mutschler)
14. Quero Chiclete (Chiclete com Banana)[8][9][10]